# Нако (Сонора)
Нако (исп. Naco) — приграничный посёлок в Мексике, штат Сонора, входит в состав одноимённого муниципалитета и является его административным центром. Численность населения, по данным переписи 2020 года, составила 5485 человек.

## Топонимика
Название Naco с языка опата переводится как опунция.

## История
Поселение было основано в 1901 году как железнодорожная станция. Во время Мексиканской революции за Нако неоднократно велись бои противоборствующими силами, вынуждая его жителей укрываться на территории США.

## Пограничный переход
В посёлке расположен пограничный переход в США, при пересечении которого проезжающие оказываются в американском городке Нако.